# 拉法埃莱·帕拉迪诺
拉法埃莱·帕拉迪诺 （義大利語：Raffaele Palladino，發音：[raffaˈɛːle pallaˈdiːno]；1984年4月17日—），是一位意大利足球运动员，司职前锋和左前卫，效力意大利意甲俱乐部熱拿亞。帕拉迪诺意识一流，脚法和盘带均属上乘，唯一不足是身体素质不突出，是近年来涌现出来的意大利锋线新星。

## 职业生涯

### 俱乐部
帕拉迪诺出于著名的罗马青训营，在2000年开始效力于尤文图斯青年队。在2001年租借至自己的家乡球队、丙一级联赛的貝內文托球队，在参加的8场联赛中打入1球，在意大利杯比赛中4场打进4球。
2002年，回归尤文图斯，在之后的两年，跟随尤文图斯青年队赢得两届青年联赛冠军（维艾雷乔杯），期间仅代表一线队参加了一次意大利杯比赛。2004年，被租借到意乙联赛的沙勒尼塔纳队，共参加了39场比赛，打进15球，成为当年意乙联赛第七号射手。2005年，被租到意甲联赛利沃诺后，由于伤病困扰，21场比赛只打进2球，未能延续在乙级联赛的辉煌。
2006年，尤文图斯在接受“电话门”事件调查期间，大多球员都在观望，而帕拉迪诺却第一个站出来表示忠心，并声称哪怕尤文图斯降入丙级也会一直追随2006-07赛季，帕拉迪诺回归尤文图斯参加了意乙联赛，并在对阵特里埃斯蒂纳攻入帽子戏法，由此名声大噪，被人们誉为新巴乔。
期间，帕拉迪诺共参加了25场比赛，攻入8球，为球队升级做出很大贡献，并随尤文图斯升入意甲联赛，参加2007-08赛季意甲联赛。
2008年夏季，帕拉迪諾由尤文圖斯轉會至熱那亞，轉會費為500萬歐元，但尤文圖斯仍然有其一半所有權。

### 國家隊
在2005年，帕拉迪诺效力于利沃诺时，虽然伤病影响了他的发挥，但仍然受到意大利U-21足球队的青睐，并参加了2006年葡萄牙欧洲U-21足球锦标赛，以及2007年荷兰欧洲U-21足球锦标赛。 （页面存档备份，存于）

在参加的15场比赛中，攻入4球，是意大利U21青年队主力前锋。

## 获得荣誉

### 尤文图斯
- 意大利青年联赛冠军（维艾雷乔杯）：2003年、2004年
- 義大利足球乙级联赛冠军：2006/07年度

### 国家队
- 欧洲U19青年锦标赛冠军：2003年